# كأس نيوزيلندا 1976
كأس نيوزيلندا 1976 (بالإنجليزية: 1976 Chatham Cup) هو موسم من كأس نيوزيلندا. فاز فيه كرايستشرش يونايتد.